# Tàu ngầm Knyaz Vladimir
K-549 Knyaz Vladimir (tiếng Nga: Tiếng Pháp) là tàu ngầm tên lửa đạn đạo chạy bằng năng lượng hạt nhân lớp Borei, và là đơn vị Borei-A (Dự án 955A) được nâng cấp đầu tiên để đưa vào hoạt động với Hải quân Nga. Tàu ngầm được đặt theo tên của Hoàng tử Vladimir Đại đế. Knyaz Vladimir có khả năng phóng cùng lúc 20 đầu đạn hạt nhân, đủ sức phá hủy các thành phố cách xa gần 10.000 km.

## Lịch sử
Dự án 955A được phát triển bởi Cục thiết kế Rubin, và người thiết kế chính là Sergei Ernalev. Nó được dự kiến đặt lườn vào năm 2010 nhưng bị trì hoãn cho đến tháng 7 năm 2012 vì tranh chấp về giá giữa Bộ Quốc phòng Nga và Tập đoàn đóng tàu United.
Knyaz Vladimir là đơn vị đầu tiên của Dự án 955A lớp phụ và sẽ khác biệt bởi một số sửa đổi so với dự án 955 trước. Những sửa đổi này sẽ bao gồm thay đổi lớn về cấu trúc, giảm chữ ký âm thanh và thiết bị liên lạc hiện đại hơn. Mặc dù ban đầu được báo cáo là có thêm bốn ống phóng (20 trong tổng số), 955A bao gồm 16 ống tên lửa giống như dự án 955. Tàu ngầm được trang bị tên lửa đạn đạo mới nhất của Nga (SLBM), RSM-56 Bulava. Knyaz Vladimir sẽ thay thế các tàu ngầm lớp Delta và Typhoon thời Liên Xô trong Hải quân Nga.
Knyaz Vladimir đã được hạ thủy vào ngày 17 tháng 11 năm 2017, và bắt đầu giai đoạn thử nghiệm đầu tiên của nhà máy vào cuối tháng 11 năm 2018. Tàu ngầm trở lại Sevmash vào đầu năm 2019 và bắt đầu giai đoạn thứ hai của thử nghiệm nhà máy vào cuối Tháng 6 năm 2019. Vào ngày 22 tháng 10 năm 2019, ông Alexanderr Moiseyev, chỉ huy trưởng Hạm đội phương Bắc, tuyên bố rằng Knyaz Vladimir dự kiến sẽ hoàn thành các thử nghiệm trên biển vào cuối năm nay. Theo Moiseyev, việc hoàn thành các thử nghiệm trên biển sẽ đi kèm với việc phóng tên lửa Bulava. Vào ngày 29 tháng 10, tàu ngầm đã thực hiện một vụ phóng Bulava thành công từ vị trí chìm dưới Biển Trắng.
Theo các nguồn tin trong ngành công nghiệp quốc phòng của TASS, việc vận hành Knyaz Vladimir đã bị trì hoãn cho đến quý đầu tiên của năm 2020 do một số thiếu sót được phát hiện. Báo cáo Komsomolskaya Pravda sau đây, trích dẫn Alexei Rakhmanov, Chủ tịch USC, đã chỉ định thời gian vận hành là "cuối tháng 1" năm 2020.
"Vào tối thứ Ba, con tàu tuần dương (tàu ngầm Knyaz Vladimir-PV) đã khởi hành đến Biển Trắng từ Severodvinsk cho các thử nghiệm cuối cùng", văn phòng báo chí của Hạm đội phương Bắc cho biết trong một tuyên bố. Bộ Quốc phòng Nga, Tướng Sergei Shoigu, đã xác nhận tại cuộc họp của Bộ vào ngày 3 tháng 3 năm 2020, rằng việc chuyển giao Knyaz Vladimir đã được lên kế hoạch cho năm nay. Theo nguồn tin của hãng tin Nga TASS, tàu ngầm tiên tiến chạy bằng năng lượng hạt nhân Knyaz Vladimir sẽ được chuyển giao cho Hải quân Nga vào cuối tháng 6.